# Рикон, Келли
Келли Энн Рикон (англ. Kelly Anne Rickon; род. 27 октября 1959, Сан-Диего, Калифорния), в замужестве Митчелл (англ. Mitchell) — американская гребчиха, рулевая, выступавшая за сборную США по академической гребле в 1979—1984 годах. Серебряная призёрка летних Олимпийских игр в Лос-Анджелесе, обладательница бронзовой медали чемпионата мира, победительница и призёрка многих регат национального значения.

## Биография
Келли Рикон родилась 27 октября 1959 года в городе Сан-Диего, штат Калифорния. Начала заниматься академической греблей в местном клубе ZLAC, одном из старейших женских гребных клубов, основанном ещё в 1892 году. Проходила подготовку в расположенном здесь же заливе Мишен-Бэй. Изначально была загребной, но затем переквалифицировалась в рулевую.
Дебютировала на взрослом международном уровне в сезоне 1979 года, когда вошла в основной состав американской национальной сборной и выступила на чемпионате мира в Бледе — в программе рулевых четвёрок финишировала в главном финале шестой.
В 1980 году прошла отбор в олимпийскую сборную, собранную для участия в летних Олимпийских играх в Москве, однако Соединённые Штаты вместе с несколькими другими западными странами бойкотировали эти соревнования по политическим причинам. В качестве компенсации за пропуск Олимпиады Рикон была награждена Золотой медалью Конгресса.
В 1983 году побывала на мировом первенстве в Дуйсбурге, где заняла пятое место в программе парных рулевых четвёрок.
Благодаря череде удачных выступлений удостоилась права защищать честь страны на домашних Олимпийских играх 1984 года в Лос-Анджелесе — будучи рулевой в составе четырёхместного парного экипажа, куда также вошли гребчихи Энн Марден, Джоан Линд, Лиза Роде и Вирджиния Гилдер, показала второй результат в финале, уступив на финише только экипажу из Румынии, и тем самым завоевала серебряную олимпийскую медаль. Вскоре по окончании этих соревнований завершила спортивную карьеру.
Впоследствии работала сотрудником по вопросам развития в Университете Пойнт-Лома Назарин в Сан-Диего.